# Bryum sandii
Bryum sandii är en bladmossart som beskrevs av Frans François Dozy och Molkenboer 1844. Bryum sandii ingår i släktet bryummossor, och familjen Bryaceae. Inga underarter finns listade i Catalogue of Life.